# 1935 en cyclisme
| Années du cyclisme : 1932 - 1933 - 1934 - 1935 - 1936 - 1937 - 1938    |
| Décennies du cyclisme : 1900 - 1910 - 1920 - 1930 - 1940 - 1950 - 1960 |

Les faits marquants de l'année 1935 en cyclisme.

## Par mois

### Mars
- 10 mars : le Français Raoul Lesueur gagne Gênes-Nice.
- 17 mars : le Franco-Italien Attilio Zanella gagne le Grand Prix de Cannes.
- 26 mars : 1re manche du championnat d'Italie sur route, l'Italien Giuseppe Olmo gagne Milan-San remo.
- 31 mars : René Vietto, dit le Roi René en raison de la popularité acquise durant le Tour de France 1934, gagne Paris-Nice.

### Avril
- 4 avril : le Belge Alfons Schepers gagne Liège-Bastogne-Liège pour la troisième fois.
- 7 avril : le Français René Le Grevès gagne le Critérium national de la route.
- 8 avril : l'Italien Giovanni Gotti gagne Milan-Turin.
- 14 avril : le Belge Louis Duerloo gagne le Tour des Flandres.
- 14 avril : 2e manche du championnat d'Italie sur route, l'Italien Mario Cipriani gagne le Tour de Toscane pour la deuxième année d'affilée.
- 21 avril : comme l'an dernier le Belge Gaston Rebry gagne Paris-Roubaix. C'est sa troisième victoire en tout dans cette épreuve qui ne reprendra qu'en 1938.
- 21 avril : l'Espagnol Ricardo Ferrando gagne le Trophée Masferrer.
- 22 avril : le Belge Frans Van Hassel gagne le Tour du Limbourg.
- 22 avril : 3e manche du championnat d'Italie sur route, comme l'an dernier l'Italien Learco Guerra gagne le Tour de Campanie. C'est sa troisième victoire en tout dans cette épreuve.
- 22 avril le Français Paul Larrouy gagne le Grand Prix de Pâques.
- 28 avril : le Belge Edgar de Caluwé gagne Paris-Bruxelles.
- 28 avril : le Français Léon Level gagne la Polymultipliée.

### Mai
- 1er mai le Belge Karel Kaers gagne le Grand Prix Hoboken.
- 5 mai : le Français René le Grevés gagne Paris-Tours.
- 5 mai : 4e manche du championnat d'Italie sur route, l'Italien Aldo Bini gagne le Tour du Piémont.
- 5 mai : le Belge Camille Van Iseghem gagne le Circuit des Régions Flamandes. l'épreuve n'aura pas lieu en 1936 et reprendra en 1937.
- 15 mai : le Belge Gustaaf Deloor gagne la première édition du Tour d'Espagne.
- 19 mai : le Belge Edgar de Caluwé gagne Bordeaux-Paris.
- 19 mai le Français Louis Thietard gagne le Tour du Doubs.
- 26 mai : le Suisse Paul Egli gagne le Championnat de Zurich pour la deuxième fois d'affilée..

### Juin
- 2 juin : le Belge Jef Moerenhout gagne le Tour de Belgique.
- 9 juin : l'Italien Vasco Bergamaschi gagne le Tour d'Italie.
- 9 juin : l'Espagnol Mariano Canardo gagne le Tour de Catalogne pour la cinquième fois.
- 9 juin : le Suisse Paul Egli devient champion de Suisse sur route.
- 16 juin : l'Italien Aldo Bini gagne le Tour d'Émilie.
- 16 juin : le Belge Gustave Danneels devient champion de Belgique sur route.
- 16 juin : le Français Georges Speicher devient champion de France sur route.
- 23 juin : le Luxembourgeois Mathias Clement gagne la première édition du Tour de Luxembourg.
- 23 juin : le Belge Gustave Degreef gagne la première édition du Grand Prix de Wallonie connu aussi sous le nom de Sombreffe-Charleroi.
- 24 juin : le Néerlandais Marinus Valentin redevient champion des Pays-Bas sur route.
- 30 juin : le Belge Albert Depreitere gagne Gand-Wevelgem.
- 30 juin : le Français Gabriel Ruozzi gagne le Grand Prix d'Antibes.

### Juillet
- 4 juillet : départ du Tour de France. À la suite des malheurs du Français René Vietto l'année d'avant, le règlement est modifié ainsi : 
  - Du départ jusqu'à Evian, au pied des montagnes, interdiction pour tous les coureurs d'une équipe de changer de vélo entre eux, étant donné que le classement est susceptible de modifications dans les cols.
  - À partir d'Evian et jusqu'à Pau (fin des montagnes) possibilité pour le leader de changer de vélo avec un équipier, sauf avec le 2e et le 3e de l'équipe au classement général, à moins que l'avance du leader soit de plus d'une demi heure.
  - À partir de Pau et jusqu'à Paris l'esprit d'équipe est laissé à la liberté des coureurs.

Six équipes d'individuels de chaque nationalité sont créées. Leurs membres sont susceptibles de compléter l'effectif d'une équipe nationale lorsque celle-ci perd un coureur sur abandon. Le barème des bonifications reste inchangé. Le Belge Romain Maes gagne la 1re étape Paris-Lille, 2e à 53 secondes le Belge Edward de Caluwé, 3e le Français Charles Pélissier, 4e le Belge Jean Aerts, 5e le Français Antonin Magne tous même temps. Le Français René Vietto 74e à 18 minutes 39 secondes compromet ses chances. Au classement général avec les bonifications, Maes prend le maillot jaune, 2e de Caluwé à 2 minutes 31 secondes, 3e Pélissier à 3 minutes 16 secondes. Le succès tient parfois à peu de chose Maes a profité d'un passage à niveau fermé à Haubourdin pour (en passant par le portillon emprunté par les piétons) garder son avance sur ses poursuivants retenus eux par le train.
- 5 juillet : le Français Charles Pélissier gagne, au sprint devant un groupe de 20 coureurs, la 2e étape du Tour de France Lille-Charleville, 2e le Français Georges Speicher, 3e l'Italien Vasco Bergamaschi, le Belge Edward de Caluwé est 5e, son compatriote Romain Maes est 12e tous même temps. Au classement général : 1er Maes, 2e Pélissier à 1 minute 46 secondes, 3e de Caluwé à 2 minutes 31 secondes.
- 6 juillet : l'Italien Raffaele di Paco gagne, au sprint devant ses 2 compagnons d'échappée, la 3e étape du Tour de France Charleville-Metz, 2e le Belge Gustave Danneels, 3e le Français Maurice Archambaud. Le Belge Jean Aerts 4e à 1 minute 34 secondes remporte le sprint du peloton où se trouvent tous les favoris. Pas de changement en tête du classement général.
- 7 juillet : le Belge Jean Aerts gagne, au sprint devant ses 4 compagnons d'échappée, la 4e étape du Tour de France Metz-Belfort qui emprunte le Ballon d'Alsace, 2e le Belge Gustave Danneels, 3e le Belge François Neuville, 4e l'Allemand Oskar Thierbach, 5e le Belge Félicien Vervaecke tous même temps. Le Belge Romain Maes termine 6e à 10 secondes avec dans sa roue l'Italien Vasco Bergamaschi 7e. Après 2 hommes intercalés, le Français Roger Lapébie 10e à 2 minutes 23 secondes remporte le sprint d'un groupe de 11 coureurs où se trouve le Français Antonin Magne 18e. Ensuite les écarts sont importants, 22e le Français René Vietto à 3 minutes 59 secondes, 30e le Français Georges Speicher à 4 minutes 5 secondes, 34e le Belge Edward de Caluwé à 6 minutes 43 secondes, 60e le Français Charles Pélissier à 10 minutes 27 secondes. Au classement général : 1er Maes, 2e Magne à 5 minutes 29 secondes, 3e Speicher à 8 minutes 53 secondes.
- 8 juillet : le Français Maurice Archambaud gagne détaché la 1re demi-étape de la 5e étape du Tour de France Belfort-Genève qui emprunte le col des Rousses, 2e le Belge Edward de Caluwé à 43 secondes 3e le belge Gustave Danneels à 1 minute 13 secondes, 4e à 1 minute 31 secondes l'Allemand Georg Stach qui remporte le sprint du peloton où se trouvent tous les favoris. Au classement général, 1er le Belge Romain Maes, 2e le Français Antonin Magne à 5 minutes 29 secondes, 3e de Caluwé à 7 minutes 31 secondes.
- La 2e demi-étape Genève-Evian contre la montre est remportée par l'Italien Raffaele di Paco, 2e le Français Antonin Magne à 2 secondes, 3e le Français Maurice Archambaud à 7 secondes, 4e le Belge Romain Maes à 40 secondes, 11e le Belge Edward de Caluwé à 4 minutes 13 secondes. Le vainqueur moral de cette étape est Archambaud, car la performance de di Paco est douteuse, il est soupçonné de s'être accroché à une voiture. Quant à Magne, il a bénéficié du fait que ses équipiers partis avant lui l'ont attendu pour arriver tous ensemble à Evian. Magne écope d'un blâme et di Paco dune amende mais il n'est pas donné de pénalisation en temps. Au classement général : 1er Maes, 2e Magne à 4 minutes 6 secondes, 3e de Caluwé à 11 minutes 4 secondes. Il y a repos le 9 juillet.
- 10 juillet : le Français René Vietto gagne en solitaire la 6e étape du Tour de France Evian-Aix les Bains, qui emprunte les cols des Aravis et du Tamié, 2e le Français René le Grevès à 3 minutes 50 secondes, 3e l'Italien Vasco Bergamaschi, 4e l'Italien Ambrogio Morelli, 5e le Belge Romain Maes tous même temps faisant partie d'un groupe où figure le Français Antonin Magne 15e même temps. Le Belge Edward de Caluwé 28e à 10 minutes 19 secondes quitte les premières places. Au classement général, 1er Maes, 2e Magne à 4 minutes 6 secondes, 3e Bergamaschi à 12 minutes 5 secondes. À la veille de l'étape du Galibier, Magne est archi-favori fasse à Maes dont l'an dernier le talon d'achille a été la montagne.
- 11 juillet : l'italien Francesco Camusso gagne en solitaire la 7e étape du Tour de France Aix les Bains-Grenoble qui emprunte le col du Télégraphe et du Galibier, 2e son compatriote Ambrogio Morelli à 3 minutes 48 secondes, 3e le Français Gabriel Ruozzi même temps, 4e l'Italien Vasco Bergamaschi à 9 minutes 57 secondes, 5e le Belge Romain Maes même temps, 6e le Belge Félicien Vervaecke à 13 minutes 12 secondes, 7e le Français René Vietto même temps. Le Français Antonin Magne a été contraint à l'abandon. À la suite d'un carambolage entre les voitures suiveuses, il a été blessé à la jambe par une auto. Il a bien tenté de continuer mais dans l'ascension du télégraphe la douleur n'était pas supportable. Vietto qui a à présent les coudées franches avec l'équipe de France déçoit en se montrant loin du niveau qu'on lui connait. Au classement général, 1er Maes, 2e Bergamaschi à 12 minutes 5 secondes, 3e Morelli à 14 minutes 19 secondes. Le Tour déplore pour la première fois la mort d'un de ses participant. L'Espagnol Francisco Cepeda dans la descente du Galibier chute mortellement.
- 12 juillet : le Belge Jean Aerts gagne au sprint la 8e étape du Tour de France Grenoble-Gap qui emprunte la côte de Laffrey et le col Bayard, 2e le Français Gabriel Ruozzi, 3e le Belge Félicien Vervaecke à 8 secondes, 4e le Français Georges Speicher à 1 minute 36 secondes, 10e le Français René Vietto à 4 minutes 1 seconde, 13e l'Italien Ambrogio Morelli à 4 minutes 20 secondes, 15e le Belge Romain Maes même temps, 24e l'Italien Vasco Bergamaschi à 5 minutes 22 secondes. au classement général, le surprenant Maes est toujours maillot jaune pas de changement en tête du classement général
- 13 juillet : le Français René Vietto gagne détaché la 9e étape du Tour de France Gap-Digne qui emprunte les cols de Vars et d'Allos, 2e l'Italien Francesco Camusso à 7 secondes, 3e le Belge Félicien Vervaecke à 2 minutes 23 secondes, 4e le Français Georges Speicher à 3 minutes 7 secondes, 5e l'Italien Ambrogio Morelli même temps. Le Belge Romain Maes termine 11e à 9 minutes 31 secondes mais son dauphin au classement, l'Italien Vasco Bergamaschi finit encore plus loin, 30e à 32 minutes 50 secondes. Au classement général, Maes toujours maillot jaune, devance cette fois Camusso pour 4 minutes 31 secondes, 3e Morelli à 6 minutes 55 secondes. Ayant démarré le Tour difficilement Vietto est 7e à 20 minutes 26 secondes, mais il revendique tout de même le leadership de l'équipe de France, dont le coureur le mieux placé est Speicher 4e à 7 minutes 26 secondes de Maes. la discorde s'installe chez les tricolores.
- 14 juillet : le Belge Jean Aerts gagne au sprint la 10e étape du Tour de France Digne-Nice qui emprunte le col de Leques, 2e le Français Roger Lapébie, 3e le Français Gabriel Ruozzi, 4e le Français René Le Grevès tous même temps. 5e le Français Georges Speicher à 10 secondes, 6e l'Italien Ambrogio Morelli à 2 minutes 28 secondes, qui remporte le sprint du peloton devant tous les favoris, à l'exception du Français René Vietto 17e à 4 minutes 12 secondes. Au classement général, 1er le Belge Romain Maes, 2e l'Italien Francesco Camusso à 4 minutes 31 secondes, 3e Speicher à 5 minutes 8 secondes, 4e l'Italien ambrogio Morelli à 6 minutes 55 secondes. Il y a repos le 15 juillet.
- 14 juillet : l'Espagnol Antonio Montes gagne la Vuelta a los Puertos.
- 16 juillet : le Belge Romain Maes gagne détaché la 11e étape du Tour de France Nice-Cannes qui emprunte les cols de Braus, de Castillon et la Turbie (la boucle de Sospel), 2e le Belge Sylvère Maes (aucun lien de parenté entre les deux) à 35 secondes, 3e l'Italien Francesco Camusso même temps, 4e l'Italien Orlando Teani à 57 secondes, 5e l'Italien Ambrogio Morelli à 2 minutes 18 secondes. Le Français Georges Speicher est 8e à 3 minutes 11 secondes et son compatriote René Vietto, encore décevant, est 16e à 10 minutes 48 secondes. Au classement général, alors que l'on ne donnait pas cher de la peau de Romain Maes avant la boucle de Sospel, ce dernier consolide son maillot jaune, 2e Camusso à 7 minutes 11 secondes, 3e Speicher à 10 minutes 24 secondes.
- 17 juillet : le Français Charles Pélissier gagne, au sprint devant son compagnon d'échappée, la 12e étape du Tour de France Cannes-Marseille, 2e le Français Honoré Granier, 3e à 18 minutes 2 secondes le Français Joseph Mauclair. Après d'autres hommes intercalés, le Français René Le Grevès 12e à 20 minutes 14 secondes remporte le sprint du peloton où figurent tous les favoris. Pas de changement en tête du classement général. À noter que le Français Jules Merviel rentre la tête la première dans un camion, il doit être hospitalisé. À l'hôpital de Hyères, il rencontrera l'infirmière qui va devenir son épouse. Pour sa succession, l'équipe de France choisit comme elle en a le droit Pélissier pour remplacer Merviel. Ce dernier refuse car il est en tête du classement des Individuels, le règlement l'y autorise. Il reste alors, Le Français Roger Lapébie pour suppléer Merviel, Lapébie peu emballé fait valoir ses soucis physiques et abandonne. L'ambiance qui règne dans l'équipe de France explique ces défections.
- 18 juillet : l'Italien Vasco Bergamaschi gagne, en solitaire, la 1re demi-étape de la 13e étape du Tour de France Marseille-Nimes, 2e le Belge Félicien Vervaecke à 2 minutes 46 secondes, 3e le Belge Jules Lowie même temps, 4e à 6 minutes 38 secondes le Belge Jean Aers qui remporte le sprint du peloton. Pas de changement en tête du classement général.
- La 2e demi-étape Nimes-Montpellier contre la montre par équipe est remportée par le Français Georges Speicher 1er Français sur la ligne d'arrivée, puisque l'équipe de France arrive 27 secondes avant la Belgique 2e et 1 minute 30 secondes avant l'Italie 3e. Au classement général, 1er le Belge Romain Maes, 2e l'Italien Francesco Camusso à 8 minutes 14 secondes, 3e Speicher à 8 minutes 27 secondes.
- 19 juillet : la 1re demi-étape de la 14e étape du Tour de France Montpellier-Narbonne est remportée au sprint par le Français René Le Grevès, 2e le Belge Jean Aerts, 3e le Français Charles Pélissier puis tout le peloton. Pas de changement en tête du classement général.
- La 2e demi-étape Narbonne-Perpignan contre la montre est remportée par le Français Maurice Archambaud, 2e à 2 minutes 51 secondes le Belge Romain Maes, qui épate tout le monde, 3e le Français Georges Speicher à 4 minutes 1 secondes, 5e l'Italien Ambrogio Morelli à 4 minutes 4 secondes, 16e l'Italien Francesco Camusso à 7 minutes 22 secondes. Au classement général, Romain Maes rejette son second Speicher à 13 minutes 22 secondes et Camusso 3e à 13 minutes 30 secondes. Pourtant au pied des Pyrénées, les suiveurs pensent qu'il ne les passera pas.
- 20 juillet : le Belge Sylvère Maes gagne la 15e étape du Tour de France Perpignan-Luchon qui emprunte la côte de Montlouis, les cols du Puymorens, de Port, de Portet d'Aspet et des Ares, 2e son équiper et compatriote Félicien Vervaecke, 3e à 13 minutes 35 secondes l'Allemand Oskar Thierbach, 4e à 20 minutes 5 secondes le Français René Vietto, 5e l'Italien Ambrogio Morelli, 6e le Belge Sylvère Maes tous même temps. Le Français Georges Speicher 15e à 25 minutes 50 secondes est le grand perdant du jour. L'Italien Francesco Camusso est heurté par une voiture et est contraint à l'abandon. Tous les autres Italiens abandonnent dans la foulée, sauf Ambrogio Morelli et Orlando Teani, qui ont pourtant débuté le Tour comme individuels et ont été incorporés dans l'équipe d'Italie pour suppléer les abandons. Au classement général, 1er Romain Maes, 2e Vervaecke à 9 minutes 7 secondes, 3e Sylvère Maes à 13 minutes 22 secondes, 4e Morelli à 14 minutes 19 secondes, 5e Speicher à 16 minutes 7 secondes. Ce dernier reproche à Vietto d'avoir déclenché la bagarre dès le pied de la côte de Montlouis, le mettant ainsi en difficulté. Vietto qui avait initié l'échappée a entraîné dans son sillage Vervaecke et Sylvère Maes. Mais comme cela se faisait alors (car le dérailleur n'était pas encore employé par les coureurs) pour changer de braquet Vietto s'arrête pour retourner sa roue. Les 2 Belges en profite pour distancer Vietto qui a tiré les marrons du feu pour eux. Il y a repos le 21 juillet.
- 21 juillet : le Luxembourgeois Arsene Mersch devient champion de Luxembourg sur route.
- 22 juillet : l'Italien Ambrogio Morelli gagne en solitaire la 16e étape du Tour de France Luchon-Pau qui emprunte les cols de Peyresourde, d'Aspin, du Tourmalet et d'Aubisque, 2e son compatriote Orlando Teani à 5 minutes 10 secondes, 3e le Belge Félicien Vervaecke à 6 minutes 19 secondes, 4e le Belge Romain Maes même temps, 7e le Français Georges Speicher à 10 minutes 59 secondes, 10e le Français René Vietto à 19 minutes 8 secondes. il y a repos le 23 juillet. Au classement général Maes a gardé 2 minutes 30 secondes d'avance sur Morelli son nouveau second, 3e à 9 minutes 7 secondes Vervaeke, que Maes peut remercier puisqu'il lui a servi de chien de berger pour traverser la difficile étape des quatre grands cols pyrénéens. Le suspense n'est pas fini entre les deux premiers séparés par un écart aussi infime.
- 23 juillet : l'Italien Learco Guerra gagne Milan-Modène pour la deuxième année d'affilée.
- 24 juillet : le Français Julien Moineau gagne la 17e étape du Tour de France Pau-Bordeaux, 2e le Belge Jean Aerts à 15 minutes 33 secondes, 3e le Français André Leducq puis tout le peloton. Pas de changement en tête du classement général.
- 25 juillet : la 1re demi-étape de la 18e étape du Tour de France Bordeaux-Rochefort est remportée, au sprint devant un groupe de 8 hommes, par le Français René le Grevès, 2e le Belge Jean Aerts, 3e le Français Charles Pélissier, 8e le Belge Romain Maes (qui a su prendre la bonne échappée) tous même temps. D'autres coureurs sont intercalés et l'Espagnol Vicente Bachero 17e à 10 minutes 17 secondes remporte le sprint du peloton où figurent le Belge Félicien Vervaecke 24e et l'Italien Ambrogio Morelli 30e. Au classement général Maes porte son avance sur Morelli 2e à 12 minutes 47 secondes, 3e Vervaecke à 19 minutes 24 secondes. Sauf accident la cause semble entendue en faveur de Maes.
- La 2e demi-étape contre la montre Rochefort-La Rochelle est remportée par le Français André Leducq après le déclassement pour tricherie du Français Jean Fontenay, 2e le Belge Romain Maes à 7 secondes, 3e le Belge Sylvère Maes à 9 secondes, 8e l'Italien Ambrogio Morelli à 1 minute 56 secondes, 20e le Belge Félicien Vervaecke à 3 minutes 49 secondes. Au classement général, 1er Maes, 2e Morelli à 15 minutes 21 secondes, 3e Vervaecke à 23 minutes 58 secondes. Au passage Leducq porte son record de victoires d'étapes dans le Tour à 24 bouquets.
- 26 juillet : la 1re demi-étape de la 19e étape du Tour de France La Rochelle-La Roche sur Yon est remportée au sprint par le Français René le Grevès, 2e le Belge Jean Aerts, 3e le Français Charles Pélissier puis tout le peloton. Pas de changement en tête du classement général.
- La 2e demi-étape contre la montre par équipe La Roche sur Yon-Nantes est remportée par le Belge Jean Aerts 1er Belge sur la ligne d'arrivée, puisque l'équipe de Belgique arrive 3 minutes 43 secondes avant l'Italie 2e, 7 minutes avant une équipe d'isolés Français 3e et 7 minutes 33 secondes avant la France 4e. Au classement général, 1er le Belge Romain Maes, 2e l'Italien Ambrogio Morelli à 19 minutes 4 secondes, 3e le Belge Félicien Vervaecke à 23 minutes 13 secondes.
- 27 juillet : la 1re demi-étape de la 20e étape du Tour de France Nantes-Vire est remportée au sprint par le Français René le Grevès, 2e le Français Charles Pélissier, 3e l'Italien Aldo Bertocco puis tout le peloton des favoris sauf le Belge Romain Maes 37e à 1 minute 10 secondes à cause d'un ennui mécanique. Au classement général : 1er Maes, 2e l'Italien Ambrogio Morelli à 17 minutes 54 secondes, 3e le Belge Félicien Vervaecke à 22 minutes 3 secondes.
- La 2e demi-étape contre la montre par équipe est remportée par l'Italien Ambrogio Morelli 1er Italien sur la ligne d'arrivée, puisque l'équipe d'Italie arrive 1 minute 15 secondes avant la France 2e et 1 minute 20 secondes devant la Belgique 3e. Au classement général, 1er le Belge Romain Maes, 2e l'Italien Ambrogio Morelli à 15 minutes 4 secondes, 3e le Belge Félicien Vervaecke à 22 minutes 3 secondes.
- 28 juillet : le Belge Romain Maes gagne détaché la 21e étape du Tour de France Caen-Paris, 2e le Belge Félicien Vervaecke à 39 secondes, 3e l'Italien Ambrogio Morelli, 4e le Français Paul Chocque tous même temps. Le Français René Le Grevès 5e à 4 minutes 52 secondes remporte le sprint du Peloton. Romain Maes remporte le Tour de France en portant le maillot jaune de bout en bout, 2e l'Italien Ambrogio Morelli à 17 minutes 52 secondes, 3e le Belge Félicien Vervaecke à 24 minutes 6 secondes. Vervaecke remporte le Grand Prix de la montagne. Romain Maes se jette dans les bras de sa mère qui pour l'occasion quittait pour la première fois sa Belgique natale. Le bouquet du vainqueur lui est donné par le Français Antonin Magne qui fait bonne figure malgré son abandon.
- 30 juillet : le Belge Gérard Loncke gagne le Grand Prix de l'Escaut.

### Août
- 10 août : l'Italien Augusto Como gagne le Tour des Apennins pour la deuxième année consécutive.
- 11 août : l'Italien Marcello Spadolini gagne la première édition de la Coupe M.A.T.E.R.
- 11 août : l'Italien Gino Bartali gagne le Tour du Pays basque. Ensuite l'épreuve entre en sommeil jusqu'en 1969.
- 10-18 août : championnats du monde sur piste à Bruxelles (Belgique). Le Belge Jef Scherens est champion du monde de vitesse professionnelle pour la quatrième fois d'affilée. L'Allemand Toni Merkens est champion du monde de vitesse amateur.
- 18 août : Jean Aerts remporte le championnat du monde sur route professionnel à Floreffe en Belgique, L'Espagnol Luciano Montero est médaille d'argent et le Belge Gustave Danneels est médaille de bronze pour la deuxième fois d'affilée. Ivo Mancini est champion du monde amateur.
- 19 août : le Belge Eloi Meulenberg gagne le Grand prix de Fourmies.
- 25 août : le Belge Michel Buyck gagne le Grand Prix de Zottegem.
- 25 août : 5e manche du championnat d'Italie sur route, l'Italien Learco Guerra gagne le Tour de Romagne.
- 25 août : le Français Roger Bisseron gagne le Circuit de l'Indre.
- 27 août : le Belge Sylvain Grysolle gagne la Coupe Sels.
- 27 août : le Français Jean Le Dilly gagne le Grand Prix de Plouay.
- 31 août : le Français Gaspard Rinaldi gagne le Tour de Suisse.

### Septembre
- 1er septembre : 6e manche du championnat d'Italie sur route, l'Italien Vasco Bergamaschi gagne le Tour de Vénétie.
- 7 septembre : l'Italien Giuseppe Doni gagne le Tour d'Ombrie. L'épreuve ne reprendra qu'en 1938.
- 8 septembre : le Français Antonin Magne gagne le Grand Prix des Nations pour la deuxième année d'affilée.
- 8 septembre : l'Italien Raffaele di Paco gagne le Grand Prix de Genève.
- 12 septembre : le Belge Marcel Kint gagne le Championnat des Flandres.
- 15 septembre : 7e manche du championnat d'Italie sur route, l'Italien Gino Bartali gagne le Tour des deux provinces de Messine. Ensuite l'épreuve disparait du calendrier international.
- 22 septembre : l'Espagnol Salvador Cardona devient champion d'Espagne sur route.
- 29 septembre : l'Espagnol Salvador Campana gagne le Tour de Majorque. L'épreuve ne reprendra qu'en 1939.
- 29 septembre : 8e manche du championnat d'Italie sur route, l'Italien Gino Bartali gagne le Trophée Bernocchi.

### Octobre
- 6 octobre : l'Italien Pietro Chiappini gagne les Trois vallées varésines.
- 15 octobre : le Belge Gustave Reyns gagne le Grand Prix de Clôture.
- 20 octobre : 9e manche du championnat d'Italie sur route, l'Italien Enrico Mollo gagne le Tour de Lombardie. À l'issue de la course l'Italien Gino Bartali devient champion d'Italie sur route.
- 27 octobre : l'Italien Giuseppe Martano gagne le Tour du Latium.
- 30 octobre : sur le vélodrome Vigorelli à Milan, l'Italien Giuseppe Olmo bat le record du monde de l'heure en parcourant 45,090 km.
- cette année le championnat d'Allemagne sur route se dispute aux points sur plusieurs épreuves, l'Allemand Bruno Roth devient champion d'Allemagne sur route. (MERCI DE RENSEIGNER SUR LE NOM DES EPREUVES DISPUTEES ET LEURS DATES)

## Championnats

### Principaux champions nationaux sur route
- Belgique : Gustave Danneels
- Espagne : Salvador Cardona
- France : Georges Speicher
- Italie : Gino Bartali
- Luxembourg : Arsène Mersch
- Pays-Bas : Marinus Valentijn
- Suisse : Paul Egli

## Principaux décès
- 1er mai : Henri Pélissier, cycliste français. (° 22 janvier 1889).